# Cizancourt
Cizancourt är en kommun i departementet Somme i regionen Hauts-de-France i norra Frankrike. Kommunen ligger i kantonen Nesle som tillhör arrondissementet Péronne. År 2022 hade Cizancourt 26 invånare.

## Befolkningsutveckling
Antalet invånare i kommunen Cizancourt
| Referens: INSEE |